# Панфілово (Галицький район)
Панфілово (рос. Панфилово) — присілок в Галицькому районі Костромської області Російської Федерації.
Населення становить 68 осіб. Входить до складу муніципального утворення Лопарьовське сільське поселення.

## Історія
У 1936-1944 року населений пункт перебував у складі Ярославської області. Від 1944 належить до Костромської області.
Від 2007 року входить до складу муніципального утворення Лопарьовське сільське поселення.

## Населення
| 1872 | 1897 | 1907 | 2008 | 2010 | 2012 | 2014 |
| ---- | ---- | ---- | ---- | ---- | ---- | ---- |
| 35   | ↗97  | ↗116 | ↘81  | ↘73  | →73  | ↘68  |